# Antigone (Euripide)
Antigone (in greco antico: Ἀντιγόνη?) è una tragedia scritta da Euripide, in gran parte perduta. L'analisi metrica ha portato a stimare che l'autore l'abbia composta in tarda età, tra il 420 e il 406 a.C., sebbene la datazione resti incerta. Di quest'opera conosciamo alcuni frammenti e alcune informazioni di Aristofane di Bisanzio, bibliotecario della biblioteca di Alessandria d'Egitto. Oltre all'opera omonima di Sofocle è nota anche un'Antigone di Astidamante, che vinse le Dionisie del 341 a.C.

## Trama
I frammenti della Antigone euripidea non ci aiutano nel capire la trama, ma Aristofane di Bisanzio tramanda che il dramma di Euripide differiva da quello sofocleo in tre punti: Emone era scoperto con Antigone mentre seppellivano simbolicamente Polinice; inoltre, Emone e Antigone erano sposati ed avevano un figlio, Meone.
Gli studiosi moderni interpretano questo commento per indicare che il dramma di Euripide si sviluppasse grosso modo sulle linee di quello sofocleo, a parte questi tre particolari e che, probabilmente, ci fosse il lieto fine, invece che le morti di Emone e Antigone come in Sofocle. Un frammento contiene una preghiera al dio Dioniso, suggerendo la possibilità che Dioniso fosse il deus ex machina che salvava Antigone ed Emone e preannunciava la nascita di Meone.

Molti altri frammenti concernono amore e matrimonio, tanto da condurre molti studiosi ad ipotizzare che Antigone ed Emone fossero sposati in segreto.

Inoltre, due scene riportate su vasi attici indicherebbero che, invece, fosse Eracle il dio che salvava i due giovani, anche se sussiste forte la possibilità che tali scene derivassero non da Euripide, ma dall'omonimo dramma di Astidamante.